# La 72
La 72 és una Casa del Migrant administrada per la Província Franciscana “Sant Felipe de Jesús” al Sud-est de Mèxic; és una organització de la societat civil, sense ànim de lucre. Es dedica a l'atenció integral de les persones migrants i refugiades que s'internen a Mèxic per la frontera de Tenosique, Tabasco, un dels punts més conflictius i perillosos de la ruta migratòria. La seva tasca fonamental és acollir, consolar, acompanyar l'ésser humà vulnerable, en aquest cas les persones migrants i refugiades, tan castigades pels sistemes extractius vigents. Es diu “La 72” en homenatge als migrants assassinats a la massacre de Sant Fernando de 2010 a Tamaulipas.
Actualment “La 72”, treballa en conjunt amb tres organitzacions internacionals: ACNUR-ONU, Metges Sense Fronteres i Asylum Access.

## Serveis
L'alberg ofereix diferents serveis per als migrants i refugiats, entre els quals destaquen: Assistència Humanitària, que consisteix a fer un diagnòstic mèdic, per valorar les condicions de salut i assistir mèdica i psicològicament les persones que ho necessitin. També s'ofereixen serveis d'allotjament, alimentació i orientació jurídica.
L'alberg “La 72” ha crescut de manera exponencial en tan sols cinc anys. Durant l'any 2016 es van atendre a 13,895 persones, en la seva gran majoria d'origen centre-americà. Actualment compta amb una gran pista de bàsquet, menjadors i unes palapas amb cadires de formigó perquè els migrants es protegeixin de la calor.

## Col·laboracions
La 72 rep dotze mil persones a l'any que escapen de la violència i la pobresa extrema dels seus països, acollint a bebès, nenes, nens, adolescents, dones embarassades, persones de la tercera edat i famílies senceres; víctimes, totes elles en un exili forçat des de Centreamèrica. Per això, l'alberg compta amb l'ajuda de missioners, franciscans i voluntaris laics que col·laboren en tres àrees de treball: Assistència humanitària, defensa i promoció de drets humans i a l'àrea de canvi estructural. Tasques típiques inclouen entrevistes amb persones nouvingudes en el registre, ajuda en la infermeria i sala de comunicacions, rebre i organitzar donatius, i participar en esdeveniments comunitaris.